# República de Rodesia
Rodesia (en inglés: Rhodesia), oficialmente llamada República de Rodesia (en inglés: Republic of Rhodesia) desde 1970, fue un Estado no reconocido que existió en el sur de África entre 1965 y 1979, antecesor de la actual República de Zimbabue, tras la independencia unilateral de la antigua colonia británica de Rodesia del Sur. La capital estaba ubicada en Salisbury (actual Harare). 
Tras la disolución de la Federación de Rodesia y Nyasalandia, en 1963, el gobierno de la minoría blanca
307 000 en 1978, 4.4% , liderado por Ian Smith. 
El régimen de Smith modifica por decreto en 1964 a imitación de las políticas del partido conservador de Sudáfrica las Leyes de distribución y tenencia de tierras desplazaron a los africanos de las mejores tierras de cultivo del país, restringiéndolos a tierras tribales improductivas y con poca precipitación expropiado más de siete millones de hectáreas a africanos nativos para reservarla a la minoría blanca, reservando áreas de alta precipitación para la propiedad de los blancos. A raíz de los desplazamientos forzosos de etnias nativas la propiedad de la tierra cambio radicalmente, alrededor de un millón de personas fueron desplazadas y recluidas en reservas étnicas imitando el sistema de Batustanes mientras que las tierras eran privatizadas, enormes extensiones de tierras de cultivo de primera calidad que se podían comprar al estado a bajo costo o cedidas gratuitamente a un pequeño número de allegados, en un esfuerzo por retrasar una transición inmediata a un gobierno de la mayoría negra, declaró unilateralmente su independencia el 11 de noviembre de 1965. La administración de Smith solicitó inicialmente el reconocimiento como Reino de la Mancomunidad Británica de Naciones con Isabel II del Reino Unido como jefe de Estado bajo el título de reina de Rodesia. Sin embargo, en 1970, en un fallido intento de ganar reconocimiento internacional, se declaró la República de Rodesia, con un presidente como jefe de Estado y un primer ministro como jefe de Gobierno.
Después de una encarnizada guerra de guerrillas entre el Gobierno de Rodesia y las organizaciones nacionalistas comunistas africanas, como la ZANU de Robert Mugabe y ZAPU de Joshua Nkomo, Ian Smith aceptó una democracia birracial en 1978. Sin embargo, el Gobierno provisional, todavía encabezado por Smith y Abel Muzorewa falló en apaciguar las críticas internacionales y en detener el derramamiento de sangre. El 12 de diciembre de 1979, el Gobierno rodesiano devolvió la administración al Reino Unido en lo que se celebraban elecciones democráticas bajo sufragio universal. Tras la victoria del ZANU, el Gobierno británico reconoció la independencia de la colonia bajo el nombre de República de Zimbabue.

## Nomenclatura
El nombre oficial del país, de acuerdo con la Constitución aprobada simultáneamente con la declaración unilateral de independencia en 1965, era simplemente Rodesia. Este no fue el caso bajo la ley británica, que reconocía a la colonia como Rodesia del Sur (Southern Rhodesia), el nombre dado a la colonia después de la división de Rodesia en 1923.
Tal conflicto databa desde la independencia de Rodesia del Norte como República de Zambia. El gobierno colonial de Rodesia del Sur consideraba que, con la desaparición de una Rodesia «en el norte», la utilización del término «sur» era superflua. Se aprobó una legislación para convertirse simplemente en Rodesia, pero el gobierno británico se negó a aprobar el presente con el argumento de que el nombre del país fue definida por la legislación británica y por lo tanto no podía ser alterada por el gobierno colonial. Salisbury continuó utilizando el nombre abreviado de manera oficial, sin embargo, mientras que el Gobierno británico continuó refiriéndose al país como Rodesia del Sur aún durante el período de independencia unilateral.
El Gobierno el Reino Unido mantuvo su postura de llamar al país «Rodesia del Sur» durante el período de Zimbabue Rodesia en 1979 y, cuando finalmente se devolvió por unos meses la autoridad al Gobierno británico para disponer la independencia del territorio como Zimbabue, el nombre oficial de la colonia fue el mismo, antes de adquirir reconocimiento internacional como República de Zimbabue.

## Historia

### Antecedentes
Hasta después de la Segunda Guerra Mundial, la posesión británica sin litoral conocida como Rodesia del Sur no se desarrolló como un territorio indígena africano, sino más bien como un Estado único, que reflejaba su carácter multirracial. Esta situación sin duda hizo que fuera muy diferente de otras tierras que existían bajo el régimen colonial, debido a las zonas aptas para la agricultura. En 1922, ante la decisión de integrarse en la Unión Sudafricana como una quinta provincia Rodesia del Sur votó en contra de la unión con Sudáfrica.
En vista del resultado de la consulta, el territorio fue formalmente anexado como colonia británica el 12 de septiembre de 1923. Poco después de la anexión, el 1 de octubre, la primera constitución para la Colonia de Rodesia del Sur entró en vigor. En virtud de esta constitución, a Rodesia del Sur se le dio el derecho de elegir su propio órgano legislativo municipal con treinta miembros, pero la Corona del Reino Unido seguía teniendo derecho a veto en las medidas que afectaban a los nativos, y sus relaciones exteriores estaban sometidas al Gobierno británico.
Las autoridades de Rodesia debieron proporcionar una compensación cuando el Gobierno nacionalizó empresas, como el ferrocarril. Constantemente se negó a aliviar radicalmente el desempleo.
En 1953, Rodesia del Sur se fusionó con Rodesia del Norte y la colonia de Nyasalandia (actual Malaui), para formar la Federación de Rodesia y Nyasalandia (o Federación de África Central), una asociación libre que colocó la defensa y el sistema económico sujetos al gobierno federal, pero que dejaba muchos aspectos internos bajo control de cada una de las unidades administrativas. A medida que la descolonización de África comenzaba a verse como inevitable, las poblaciones negras e indígenas empezaron a presionar fuertemente para que se produjera un cambio.  La federación acabó disolviéndose en 1963.

### Declaración unilateral de independencia (1965)

#### Causas inmediatas

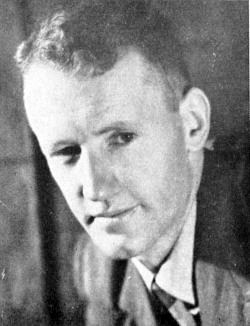
Ian Smith, jefe de Gobierno durante todo el régimen rodesiano.

Aunque dispuesto a conceder la independencia formal a Rodesia del Sur (después de que Malaui y Zambia se convirtieran en naciones independientes), el Gobierno británico había adoptado una política de "no hay independencia sin un gobierno de la mayoría", que dictaba que las colonias con una población sustancial de colonos europeos y sus descendientes no recibirían la independencia mientras el gobierno no fuera democrático. Los colonos rodesianos inicialmente se opusieron a la sugerencia, algunos sentían que tenían derecho al control absoluto del Gobierno, al menos por el momento, a pesar de su número relativamente pequeño. También creció considerablemente el temor al ver el colapso político de otros países tras la independencia, como la República Democrática del Congo. Sin embargo, una vez que Rodesia había sido introducido como un tema de debate en los organismos internacionales, la extensión del statu quo se convirtió en un motivo de preocupación para la comunidad mundial y una vergüenza grave para el Reino Unido.
Después de la desintegración de la unión federal en 1963, el entonces primer ministro del Reino Unido, Alec Douglas-Home, insistió en que las condiciones previas para la independencia total dependían de los denominados "cinco principios". Éstos eran: el progreso sin obstáculos a un gobierno de la mayoría, la garantía de que cesaría cualquier legislación en contra de los intereses de los negros, "mejoras en la condición política" de la población negra mayoritaria, el fin de la discriminación racial, y finalmente la celebración de un referéndum de autodeterminación para toda la población. Con la llegada al poder de Harold Wilson y el Partido Laborista, el Gobierno británico tomó una línea aún más dura en el cumplimiento de dichos acuerdos antes de discutir la independencia.
En 1964, la creciente insatisfacción con las negociaciones en curso provocó la dimisión del primer ministro de Rodesia del Sur, Winston Field, reemplazándolo por Ian Smith, vicepresidente del partido conservador Frente Rodesiano. Smith, el primer gobernante de Rodesia nacido en la colonia, personificaba la resistencia al gobierno laborista y a los que agitaban por un cambio en la colonia. Se negó aceptar los cinco principios, y alegó que Rodesia ya tenía derecho legal a la independencia, lo cual fue referendado solo por la población blanca el 5 de noviembre de 1964, obteniendo el "Sí" una abrumadora victoria.

#### Hechos
Alentados por los resultados de este referéndum y la elección general subsiguiente, Rodesia ahora amenazaba con asumir su propia soberanía sin el consentimiento británico. Harold Wilson respondió advirtiendo que un procedimiento tan irregular sería considerado traición a la patria, a pesar de que rechazó específicamente el uso de la fuerza armada contra los "familiares y amigos" ingleses en África. La negativa de Wilson a considerar una intervención militar alentó a Smith a proceder con sus planes. Las conversaciones entre el gobierno colonial y el británico se interrumpieron inmediatamente, y todos los intentos de llegar a una solución fallaron. El Frente Rodesiano se mantuvo en contra de aceptar los términos "exagerados" y "drásticos" impuestos por el Gobierno británico, y este último se negó a conformarse con menos, una fórmula destinada al fracaso.
El 11 de noviembre de 1965, después de un breve pero solemne consenso, los principales estadistas de Rodesia del Sur emitieron la declaración unilateral de independencia (DUI). Esto fue denunciado como un "acto de traición contra la Corona" en el Reino Unido, y Wilson prometió que la acción ilegal sería de corta duración. Sin embargo, pocos parecían darse cuenta de que ya desde antes el Gobierno autónomo de Rodesia no recibía órdenes del Reino Unido, y su estado de colonia británica era solo una ficción constitucional. Salisbury se mantuvo prácticamente inmune a cualquier influencia metropolitana creíble.

#### Impacto internacional

La situación internacional de Rodesia en 1965. En púrpura los aliados del país, en naranja los Estados hostiles al régimen, y en grises el países neutros.

En octubre de 1965, el Consejo de Seguridad de las Naciones Unidas ya había advertido a Wilson sobre la posibilidad de una independencia unilateral, instando al primer ministro a utilizar todos los medios necesarios para evitarlo, incluyendo la presión militar. Después de la proclamación de la DUI, funcionarios de la ONU señalaron el gobierno de Smith como un "régimen racista ilegal" y pidió a los Estados miembros romper cualquier tipo de relación comercial con Rodesia, recomendando sanciones económicas en cuanto a productos derivados del petróleo y armamento militar. En diciembre de 1966, estas medidas eran obligatorias, y se extendían a la compra del tabaco, el cromo, el cobre, el asbesto, el azúcar, la carne, etc.
Países como Suiza o la Alemania Occidental, que no eran miembros de la ONU, llevaron a cabo negocios legales con Rodesia, siendo este último el mayor socio comercial de Smith hasta su adhesión a la ONU en 1973. Japón continuó aceptando exportaciones rodesianas, e Irán les proporcionó petróleo. El Gobierno dictatorial portugués, que en ese entonces poseía la colonia de Mozambique, la cual compartía fronteras con Rodesia, comercializó productos rodesianos como propios, mediante certificados falsos de origen, y canales encubiertos de comercio. El régimen racista de Sudáfrica se negó abiertamente a aceptar las sanciones de la ONU. Una enmienda en la Constitución estadounidense en 1971, permitió a empresas norteamericanas continuar importando de Rodesia cromo y níquel como de costumbre.

Situación en 1975. Tras las independencias de Angola y Mozambique, sus gobiernos comunistas declararon su hostilidad al rodesiano.

A pesar de que las consecuencias de las sanciones fueron muy pobres, y no bastaron para hacer colapsar el régimen rodesiano, el Estado no reconocido encontró que sería prácticamente imposible obtener reconocimiento diplomático extranjero. El Gobierno de Estados Unidos había dejado claro que no reconocería la independencia unilateral "bajo ninguna circunstancia". El aliado régimen sudafricano, si bien era ideológicamente similar, tampoco reconoció a Rodesia.
Inicialmente, el gobierno de Smith había intentado mantener a Rodesia como un Reino de la Mancomunidad de Naciones, reconociendo a Isabel II del Reino Unido como reina de Rodesia, y jefa de Estado del país. Cuando Smith, y el primer ministro Clifford Dupont llamaron al gobernador colonial, Sir Humphrey Gibbs, para notificarle formalmente de la DUI, Gibbs condenó la DUI como un acto de traición. Después de que Smith anunció formalmente la DUI en la radio, Gibbs despidió a todo el gabinete por órdenes de Whitehall. Sin embargo, no fue capaz de tomar todas las medidas concretas para fomentar el retorno a la legalidad. Los ministros del Gobierno simplemente ignoraron sus órdenes, señalando que la DUI había dejado su autoridad obsoleta. Aun así, Gibbs siguió ocupando su residencia en Salisbury hasta 1970, cuando dejó vacante el puesto y dejó Rodesia después de la declaración de la República. Él ya había sido sustituido de manera efectiva antes de esa fecha. El 20 de diciembre de 1965, Smith nombró a Clifford Dupont como "Administrador Oficial del Gobierno", tras haber fracasado sus intentos de convencer a Isabel II de nombrarlo Gobernador General.
En septiembre de 1968, la División de Apelación del Tribunal Supremo dictaminó que la administración de Rhodesia de Ian Smith se había convertido en el gobierno del país de jure, y no solamente de facto. Para apoyar tal decisión, el juez Sir Hugh Beadle utilizó varias declaraciones de Hugo Grocio, que sostenía que no había forma de pretender gobernar un territorio contra el cual se tenía una guerra. Beadle argumentó que el Reino Unido estaba perpetuando una "guerra económica" contra Rodesia, y por lo tanto, no podía autoproclamarse rector del país. La resolución resultante del tribunal sostuvo que el Gobierno británico ya no podía ejercer ninguna clase de ley sobre Rodesia.
Una comisión en Salisbury designó al destacado abogado WR Waley para estudiar las opciones constitucionales de Rodesia en abril de 1968, pero la idea de negociar con los británicos fue descartada desde un principio. Waley sostuvo que los europeos debían olvidarse de cualquier dominación británica permanente, y también aseguró que un gobierno de la mayoría no era "necesario" de forma inmediata.

### La República de Rodesia
Las conversaciones conducentes a eliminar las diferencias entre Rodesia y el Reino Unido se llevaron a cabo a bordo de buques de la Armada Real, una vez en diciembre de 1966 y de nuevo en octubre de 1968. Luego de que las conversaciones fracasaran, debido a la insistencia de Harold Wilson de que se celebraran elecciones democráticas sin discriminación racial, y a pesar de haberle prometido al gobierno de Smith que tampoco concedería la independencia a la población negra si esta daba muestras de querer oprimir a la minoría blanca, las secciones más radicales del Frente de Rodesia exigieron una constitución republicana.
Durante una consulta popular entre los blancos celebrada en 1969, la propuesta de la ruptura de todos los lazos restantes con la Corona británica fueron aprobadas por una mayoría de 61,130 votos a 14.327. La República de Rodesia se declaró formalmente el 2 de marzo de 1970. En virtud de la nueva Constitución, un presidente se desempeñaba como jefe de Estado ceremonial, con el primer ministro nominalmente reportándose ante él. Algunos miembros del parlamento de Rodesia creyeron equívocamente que, con la declaración de una República se le otorgaría más legitimidad al país, Rodesia sería finalmente tomada en serio y su independencia se vería reconocida por algún gobierno, lo cual no sucedió. El derecho al voto en sí no estaba restringido a la población mayoritaria negra, pero los requisitos que se exigían (cierto nivel de ingresos, alfabetización, etc.), efectivamente le dio a la minoría blanca un peso excesivo en las elecciones. Más tarde se estableció un sistema de escaños que le dio la mayoría a la población blanca (56), con apenas 8 escaños para la población negra y mestiza, sumándose a los representantes tribales.

### Guerra civil

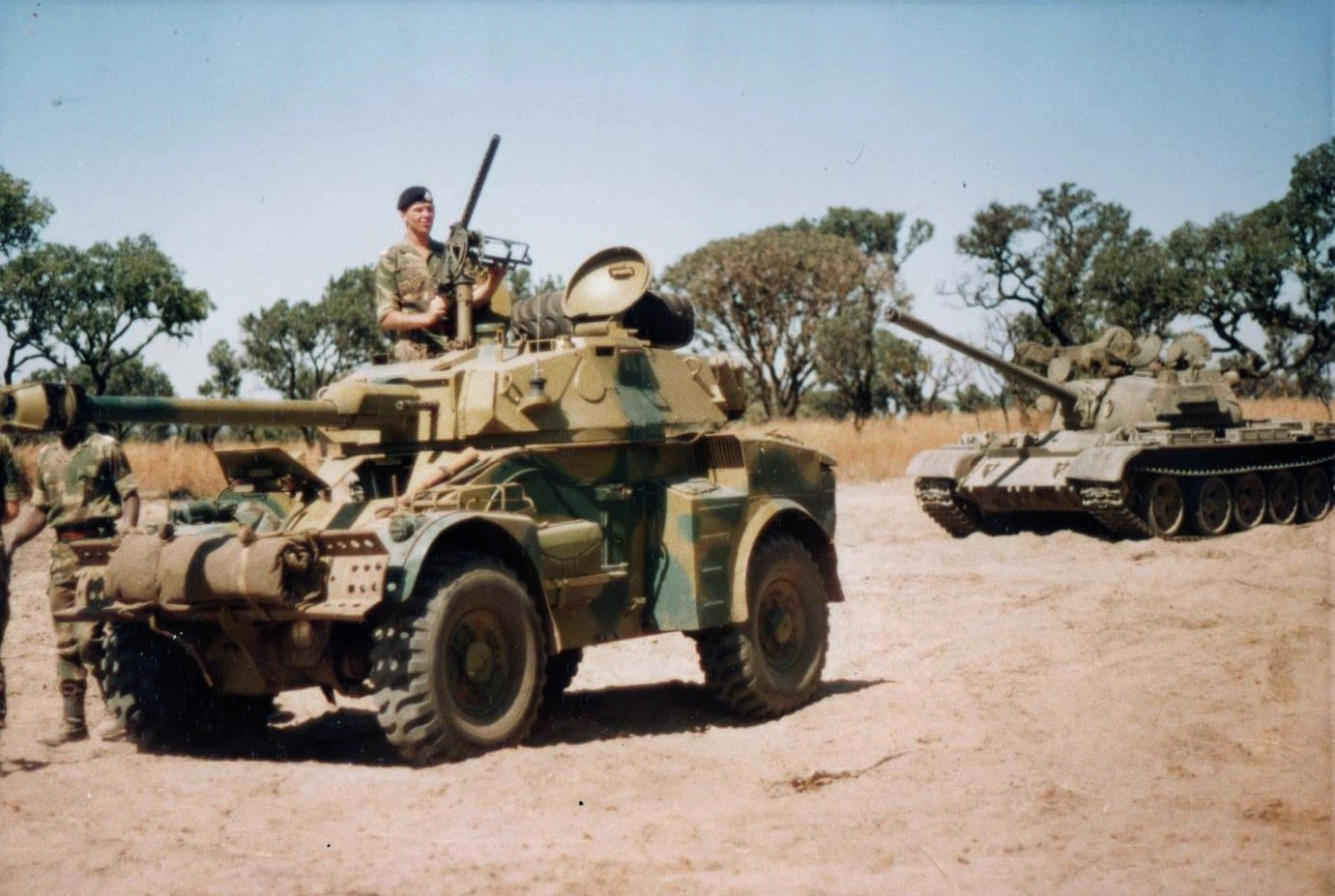
Tropas rodesianas en un Cuerpo blindado en 1979.

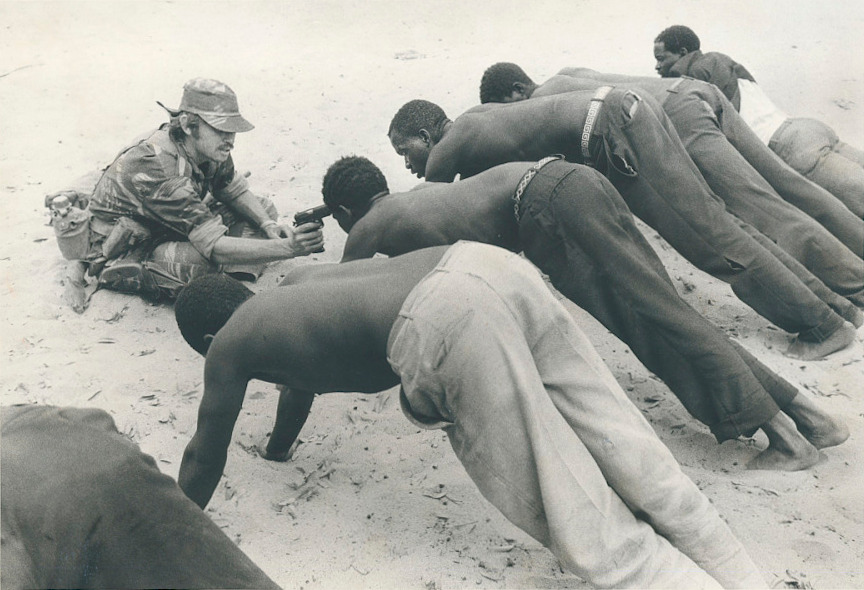
Un soldado de Rodesia interroga a aldeanos a fines de 1977 a punta de pistola. Esta fotografía se convertiría en una de las imágenes más conocidas de la guerra civil.

Rodesia, apoyada por Sudáfrica y Portugal, que conservaban todavía Angola y Mozambique, sufrió pocas sanciones, e incluso vivía un crecimiento elevado. Sin embargo, mientras que los líderes africanos rehusaron en 1971 un compromiso propuesto por Londres que preveía un reparto gradual del poder por el medio artificioso de la extensión progresiva del sufragio a la mayoría negra, se organizaba una guerrilla a partir de 1972 en el este del país. Dividida según las capas étnicas entre ndebele (ZAPU), alineado con la URSS y Cuba, y shona (ZANU), apoyados por la República Popular China y disponiendo de bases en Mozambique (independiente desde 1975). Ambas guerrillas se unieron a partir de 1976 en el Frente Patriótico (PF). Sudáfrica cambió entonces de estrategia: intentando evitar una toma del poder por los movimientos radicales, presionó a lan Smith para que retomase las negociaciones. Estos «consejos» se revelaron como más desagradables que los de Londres.

### Gobierno multirracial

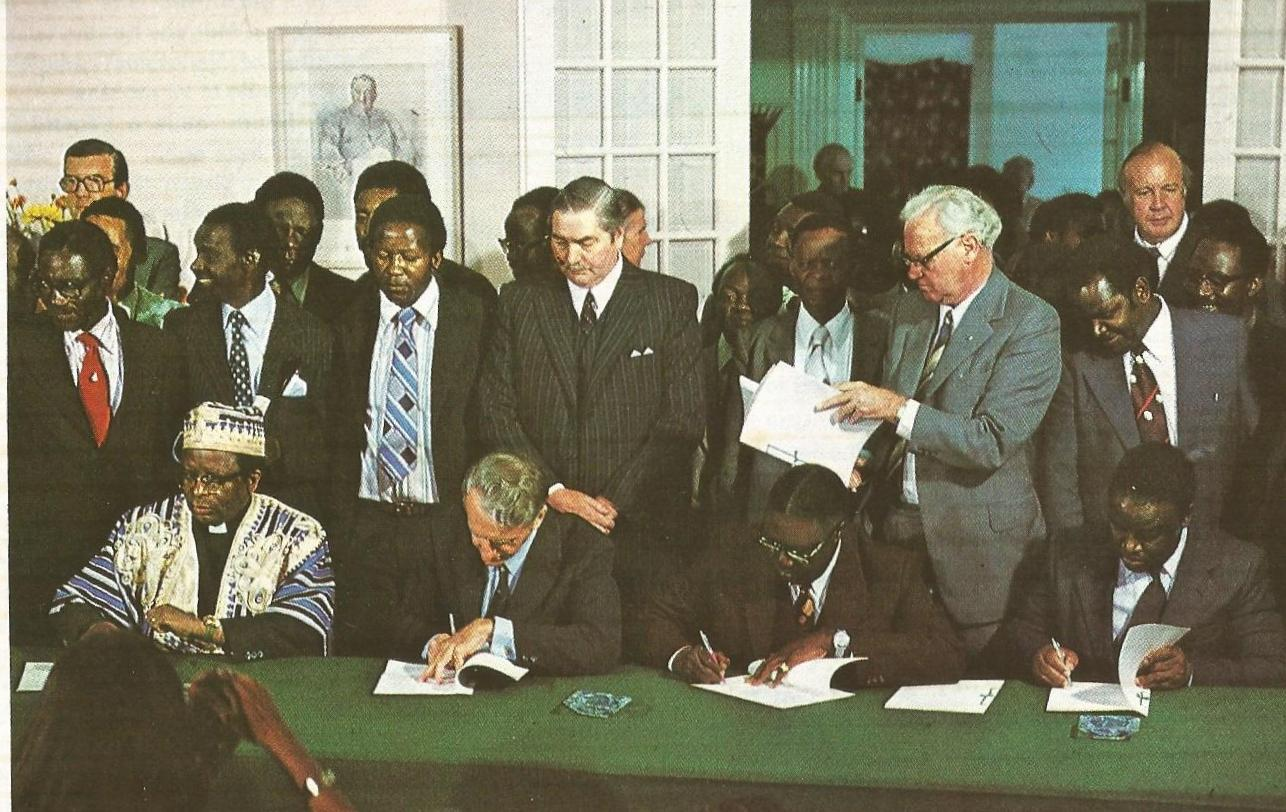
Firma del Acuerdo Rodesiano Interno (desde la izquierda: el sacerdote Abel Muzorewa, Ian Smith, Jeremiah Chirau y Ndabaningi Sithole)

En 1979, cuando el «milagro económico rodesiano» llegaba a su fin, los blancos aceptaron por referéndum el principio de un régimen multirracial, y las elecciones ganadas por el moderado Abel Muzorewa reforzaron la confianza de los blancos, que mantuvieron puestos clave en la administración pública. Sin embargo, este gobierno no fue reconocido por la ONU, que consideraba que el PF era el único representante del país. Se abrieron entonces las negociaciones bajo la protección de Gran Bretaña, llamada, en tanto que potencia colonial, para supervisar el proceso. Nuevas elecciones se organizaron en 1980, y llevaron al poder a Robert Mugabe, líder del PF y de la ZANU, que condujo al país a la independencia con el nombre de Zimbabue.

## Consecuencias económicas de la guerra
Durante los años de la guerrilla, entre 1972 y 1979, el país no ha conocido el éxodo pero sí operaciones militares de intensidad variable que han costado 15.000 vidas en una población de unos 6,5 millones de habitantes (7 - 8 % blancos) a mediados de los años 70. Después de la independencia, Mugabe ha concentrado en sus manos todos los poderes políticos, pero ha dejado a los colonos lo esencial de su poder económico. La regresión que había comenzado poco antes de la independencia se ha acentuado gravemente después: la mitad de los colonos ha emigrado a partir de la llegada al poder del antiguo rebelde Mugabe, la mayoría hacia Sudáfrica durante el régimen del apartheid y Reino Unido, Australia, Nueva Zelanda así como Canadá después del fin del régimen racista. Los que han permanecido han aceptado la nacionalidad zimbabuense y no tener escaños reservados en el Parlamento. La última medida, fechada en 1992, es la redistribución entre los aldeanos de las tierras no explotadas pero en poder de los colonos blancos, que no ha suscitado reacciones especiales.

## Geografía
Rodesia es equivalente en territorio al moderno Zimbabue. Era un país sin litoral en África meridional, situado entre las latitudes 15 °y 23 ° , y longitudes 25 ° y 34 °. Limitaba con Sudáfrica al sur, el Protectorado de Bechuanaland (más tarde Botsuana) al oeste y suroeste, Zambia al noroeste, y Mozambique al este y noreste. Su esquina noroeste era aproximadamente 150 metros (492,1 pies; 164 yd) de África del Sudoeste (actual Namibia), Sudáfrica, casi formando un cuatro -nación cuadripunto. La mayor parte del país estaba elevado, y consistía en una meseta central (veld alto) que se extendía desde el suroeste hacia el norte con altitudes entre 1 y 1,6 m (3,3 y 5,2 pies) (1,1 y 1,7 yd). El extremo este del país era montañoso, esta área se conoce como las Tierras Altas Orientales, con el  Monte Inyangani como el punto más alto en 2,592 m (8,5 pies) . [cita requerida]

### Clima
Rodesia tenía un clima tropical con muchas variaciones locales. Las áreas del sur eran conocidas por su calor y aridez, partes de la meseta central recibían heladas en invierno, el valle del Río Zambeze también era conocido por su calor extremo y las tierras altas orientales generalmente experimentaban temperaturas frescas y las precipitaciones más altas del país. . La temporada de lluvias del país fue desde finales de octubre hasta marzo y el clima cálido se moderó al aumentar la altitud. El país se enfrentaba a sequías recurrentes y las tormentas severas eran raras.

### Biodiversidad
El país era principalmente sabana, aunque las tierras altas orientales húmedas y montañosas albergaban áreas de bosques tropicales de hoja perenne y frondosas. Los árboles encontrados en estas tierras altas del este incluían teca, caoba, enormes especímenes de  higuera estranguladora,  bosque newtonia, hoja grande,  madera apestosa blanca,  madera apestosa chirinda,  knobthorn y muchas otras.
En las partes bajas del país  árboles de fiebre, mopane, combretum y  baobabs abundan. Gran parte del país estaba cubierto por bosques de miombo, dominados por especies de brachystegia y otras. Entre las numerosas flores y arbustos estaban hibisco, lirio de fuego,  lirio de serpiente, lirio de araña,  leonotus,  casia,  árbol de glicina y dombeya. Había alrededor de 350 especies de mamíferos que se pueden encontrar en Rodesia. También había muchas serpientes y lagartos, más de 500 especies de aves y 131 especies de peces

## Demografía
Una característica central de la comunidad blanca en Rodesia era su transitoriedad, ya que era tan probable que los colonos blancos abandonaran Rodesia después de unos años como que se establecieran permanentemente; por ejemplo, de los 700 colonos británicos que fueron los primeros colonos blancos que llegaron en 1890, solo 15 vivían todavía en Rodesia (en una tasa africana de 48 por 1.000). Para mantener el crecimiento de la población blanca se dependía en gran medida de aceptar nuevos inmigrantes blancos con una inmigración que representaba el 60% del crecimiento de la población blanca de Rodesia entre 1955 y 1972.
Sin embargo, el historiador estadounidense Josiah Brownell señaló que la tasa de rotación de los residentes blancos en Rodesia era muy alta, ya que Rodesia recibió un total de 255.692 inmigrantes blancos entre 1955 y 1979, mientras que en el mismo período emigraron un total de 246.583 blancos. Incluso durante los años de auge de fines de la década de 1950, cuando Rodesia acogió un promedio de 13.666 inmigrantes blancos por año, en su mayoría del Reino Unido y Sudáfrica, un promedio de 7.666 blancos emigraron anualmente. Entre 1961 y 1965, Rodesia recibió un promedio de 8.225 inmigrantes blancos por año y también tuvo una emigración blanca promedio de 12.912 por año. Muchos posibles inmigrantes blancos en Rodesia llegaron en busca de oportunidades económicas y se fueron con fluctuaciones en la situación de seguridad a medida que se intensificaba la guerra civil.
Brownell afirmó que el patriotismo en la comunidad blanca era "superficial" debido a su carácter esencialmente expatriado. También afirmó que la mayoría de los inmigrantes blancos a fines de la década de 1960 y principios de la de 1970 eran trabajadores no cualificados que competían con la fuerza laboral africana negra del país y no aportaban las habilidades técnicas o profesionales que tanto necesitaba el país, argumentando que esto se debía a la política gubernamental dirigida en hacer que la inmigración blanca sea "tan poco selectiva como sea posible" y garantizar un trabajo a cada inmigrante blanco. La población de Rodesia creció a fines de la década de 1960 debido a la inmigración y una tasa excepcional de aumento natural entre sus ciudadanos negros, la más alta en el África subsahariana en ese momento.